# Quận Limestone, Texas
Quận Limestone (tiếng Anh: Limestone County) là một quận trong tiểu bang Texas, Hoa Kỳ. Quận lỵ đóng ở thành phố Groesbeck 6. Theo kết quả điều tra dân số năm  2000 của Cục điều tra dân số Hoa Kỳ, quận có dân số 22.051 người 2.